# Cătălin Grigore
Cătălin Grigore (n. 6 octombrie, 1977, Voinești, județul Dâmbovița) este un jucător român de fotbal retras din activitate. Este antrenorul cu portarii al echipei Dinamo București. 

### Lindab Ștefănești
Pe 24 august 2012, Cătălin Grigore a semnat cu AS Ștefănești, în acel moment fiind liber de contract după ce se despărțise de Astra.
Fost campion cu Unirea Urziceni, Grigore se antrenase, mai bine de o lună, cu CSMS Iași, cu care nu s-a înțeles financiar însă, iar acum, pentru a continua activitatea, a ales oferta Ștefăneștiului.

## Titluri
| Sezon   | Club            | Titlu  |
| ------- | --------------- | ------ |
| 2008-09 | Unirea Urziceni | Liga I |